# Rock in opposition

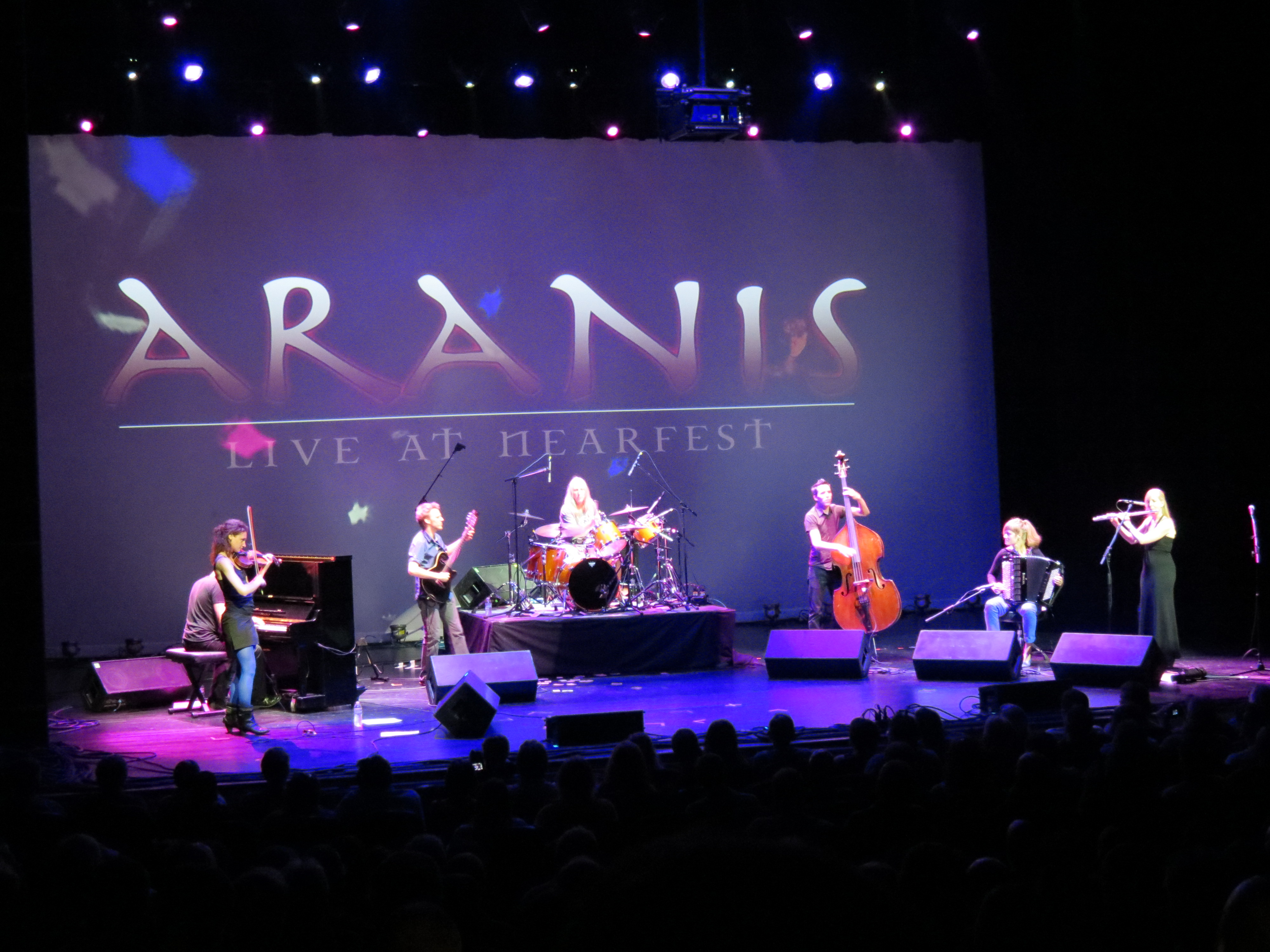
Aranis, groupe de RIO

Le rock in opposition (RIO), ou rock en opposition, est un mouvement musical fondé dans les années 1970 par des groupes  rock, notamment rock progressif, à l'instigation du batteur Chris Cutler du groupe Henry Cow.
À l'origine, ce mouvement a pour but de faire évoluer les mentalités en matière d'écoute musicale, et surtout de s'opposer à l'industrie du disque qui refuse de sortir leurs albums. La devise du mouvement est « faire du rock autrement en s'opposant à l'industrie du disque ». Ce mouvement musical contestataire n'existe plus vraiment en soi. Il a pris une autre forme, et de nombreuses personnes continuent à utiliser cette appellation pour désigner certains groupes progressifs, avant-gardistes, fusion, psychédéliques ou expérimentaux qui restent en dehors des normes établies par l'industrie de la musique.

## Fondateurs du mouvement
- Henry Cow
- Art Zoyd
- Univers Zéro
- Etron Fou Leloublan
- Samla Mammas Manna
- Stormy Six
- Art Bears
- Aksak Maboul

## Groupes soutenant le mouvement
- Archaïa
- Thinking Plague
- Sleepytime Gorilla Museum
- Khan
- Can
- Caravan
- Matching Mole
- Soft Machine
- Egg
- Gong
- Quiet Sun
- Présent
- Crium Délirium
- Ithak
- Mentat Routage
- Ozric Tentacles
- Miriodor
- Ahvak
- 5uu's
- Miasma and the Carousel of Headless Horses
- U Totem
- Yacine Synapsas
- Yolk
- Xhohx
- Equus

## Groupes ayant des affinités avec le mouvement
- Frank Zappa
- Steve Hillage
- Amon Düül II
- King Crimson
- Jethro Tull
- Yes
- Mahavishnu Orchestra
- Troc
- Popol Vuh
- Jack Dupon
- PoiL
- Ni
- Hellebore
- Szentendre
- Neo Museum
- Ultra Zook
- Miriodor
- Dune Quartet

## Autres mouvements similaires
Mouvement zeuhl
- Magma
- Offering
- Weidorje
- Art Zoyd
- Zao
- Univers Zéro
- Heldon
- Ruins
- Vortex
- NeBeLNeST
- Eskaton
- Potemkine
- Archaïa
- Caillou

## Événements
En France, Rock in Opposition France Event à Cap'Découverte, près de Carmaux, est une manifestation entièrement consacrée au rock in opposition.